# هيلموت كرافت
هيلموت كرافت (بالألمانية: Helmut Kraft)‏ هو مدرب كرة قدم ولاعب كرة قدم نمساوي، ولد في 24 يوليو 1958 في Hall in Tirol ‏ في النمسا. لعب مع SV Hall ‏.

## وصلات خارجية
- هيلموت كرافت على موقع قاعدة بيانات كرة القدم.إي يو (الإنجليزية)
- هيلموت كرافت على موقع Soccerway.com (الإنجليزية)
- هيلموت كرافت على موقع عالم كرة القدم.نت (الإنجليزية)